# Коган, Беньямин Моисеевич
Беньями́н Моисе́евич Ко́ган (1915, Теленешты Бессарабской губернии — ?, Израиль) — молдавский педагог и еврейский религиозный деятель.
Окончил юридический факультет Ясского университета (1939). Преподавал в еврейской, затем румынской (молдавской) школах в Теленештах, заведовал учебной частью. Автор неоднократно переиздававшихся учебников, хрестоматий и методических разработок по молдавской литературе для молдавских средних школ (в 1972 году в Кишинёве вышло 9-е издание его учебника «Молдавская литература» (Литература молдовеняскэ) для 6 класса и 9-е издание его хрестоматии по чтению «Крестоматие де читире литерарэ» для 6-го класса, в 1966 году — 6-е издание учебника «Молдавская литература» для 7-го класса), опубликовал также пособие для учителей молдавского языка «Развлечение плюс обучение» (рум. Distractie plus cunostinte (Materiale distractive la limba), Кишинёв: Лумина, 1970).
Был также раввином в теленештской синагоге, добившись её сохранения в посёлке. В конце 1980-х годов репатриировался в Израиль.
Полный симпатии портрет Беньямина Когана создан в книге молдавского писателя Бориса Друцэ «Цветы любви к Шалому» (рум. Flori de dor pentru Şalom; 2004); молдавский журнал «Biblio Polis», рецензируя книгу, называет Когана «легендарным исследователем румынского языка и литературы» (рум. legendarului cunoscător al limbii şi literaturii române).

## О нем
- Boris Druţă. Flori de dor pentru Şalom. Ch., Pontos, 2004
- Алексей Гэинэ: Детство, родители, школа. Части 2 и 4